# Ophion semipullatus
Ophion semipullatus är en stekelart som beskrevs av Kokujev 1909. Ophion semipullatus ingår i släktet Ophion och familjen brokparasitsteklar. Inga underarter finns listade i Catalogue of Life.